# BTR–90
A BTR–90 (oroszul: БТР – Бронетранспортер, magyar átírásban: Bronetranszportyor, magyarul: páncélozott szállító jármű) Oroszországban gyártott, 8×8 hajtásképletű, gumikerekes páncélozott szállító harcjármű. Gyári típusjele GAZ–5923. Az 1990-es évek elején fejlesztették ki a Gorkiji Autógyárban (GAZ). Az első prototípus 1993-ban készült el, a nyilvánosság előtt 1994-ben mutatták be. A prototípusokkal 2004-ben fejeződtek be a tesztek. Sorozatgyártása a GAZ-csoporthoz tartozó Arzamaszi Gépgyárban folyik. A jármű a BTR–80 továbbfejlesztett, megnövelt méretű, a BMP–2-n is alkalmazott 30 mm-es gépágyúval felszerelt változata. Páncélvédettsége a BTR–80-nal összehasonlítva lényegesen jobb, így megvédi a személyzetet a 14,5 mm-es géppuskalövedékektől is.
Csak kísérleti példányok készültek belőle, melyeket az Orosz Fegyveres Erőknél teszteltek. Az Orosz Védelmi Minisztérium 2011-ben véglegesen elvetette a típus rendszeresítését.

## Típusváltozatok
- BTR–90M – Az alapváltozat a BMP–3-as gyalogsági harcjárművön alkalmazott, 100 mm-es ágyúval rendelkező Bahcsa–U toronnyal felszerelt változata, amelynél a 30 mm-es gépágyút is megtartották. 2001-ben mutattak be, nincs rendszeresítve.